# Воскресенский (Дмитровский район)
Воскресе́нский — посёлок в Дмитровском районе Орловской области. Входит в состав Домаховского сельского поселения.

## География
Расположен в 24 км к юго-западу от Дмитровска и в 7 км к юго-востоку от Комаричей в верховье реки Упоройки. Высота над уровнем моря — 195 м.

## Этимология
Получил название от православного праздника Обновления храма Воскресения Христова в Иерусалиме, так как первыми жителями посёлка были выходцы из соседнего села Упорой, где располагался Воскресенский храм и престольным праздником было Воскресение Словущее.

## История
Основан в начале XX века переселенцами из соседнего села Упорой. В 1926 году в посёлке было 16 дворов, проживало 97 человек (45 мужского пола и 52 женского). В то время Воскресенский входил в состав Упоройского сельсовета Круглинской волости Дмитровского уезда. В 1928 году вошёл в состав Дмитровского района. В 1937 году в посёлке было по-прежнему 16 дворов. Во время Великой Отечественной войны, с октября 1941 года по август 1943 года, находился в зоне немецко-фашистской оккупации. Неудачная попытка освободить посёлок была предпринята 6 апреля 1943 года 149-й стрелковой дивизией 65-й армии. Останки солдат, погибших в боях за освобождение Воскресенского, после войны были перезахоронены в братской могиле села Упорой. С упразднением Упоройского сельсовета в 1954 году передан в Домаховский сельсовет.

## Население
| 1926 | 1979 | 2002 | 2010 |
| ---- | ---- | ---- | ---- |
| 97   | ↘25  | ↘5   | ↘0   |